# Euphorbia bupleuroides
Euphorbia bupleuroides là một loài thực vật có hoa trong họ Đại kích. Loài này được Desf. mô tả khoa học đầu tiên năm 1798.